# Деллар, Фред
Фредерик Деллар (англ. Frederick Dellar; 1931—2021) — английский музыкальный писатель и журналист, которого на популярной музыкальной сцене считают «Королем мелочей» (англ. «The king of trivia»).

## Биография
Родился 29 мая 1931 года в лондонском районе Уиллесден, где его отец, принимавший участие в Первой мировой войне, владел продуктовым магазином.
Учился в Школе искусств Уиллесдена, затем служил в армии Великобритании и в 1950 году был отправлен на базу Королевских военно-воздушных сил в Хай-Уикоме, где основал джаз-клуб. Вернувшись в Лондон, Фред работал на фабриках и складах, одновременно выпуская любительские малотиражные издания (фэнзин) для молодёжной среды. С 1955 года он начал публиковать обзоры в серьёзных музыкальных журналах, в том числе Record Mirror. Он стал секретарем фан-клуба Фрэнка Синатры в Великобритании, редактировал фэнзин Perfectly Frank, посетил множество джазовых и других концертов, собрав коллекцию журналов и файлов с информацией, которая оказалась бесценной в последующие годы.
В 1958 году Фред Деллар женился, в 1964 году начал работать в дистрибьюторской компании Лондонского книжного центра, а в свободное время писал обзоры. В 1971 году, после увольнения со склада в Лондоне, он с женой переехал в Нортгемптон. Устроился на работу в музыкальный журнал New Musical Express (NME), где являлся заместителем редактора новостей, составлял музыкальные чарты, писал рецензии и брал интервью. Он также разработал свою колонку «Fred Fact», где отвечал на бесчисленные вопросы читателей, пока не появился Интернет.
В 1981 году он написал свои работы: The NME Guide to Rock Cinema и The Illustrated History of Country Music. Затем сотрудничал с широким спектром музыкальных журналов, включая Smash Hits, Vox и The Wire. Деллар написал книги о Синатре, джазе, кантри и рок-музыке. Он внёс кроссворды в ряд журналов, включая Empire и Mojo. С журналом Mojo Деллер сотрудничал в течение 25 лет.
Последние годы жизни он провел, ухаживая за женой, которая оказалась прикованной к постели. Умер 15 мая 2021 года, на год пережив свою жену. У него остался сын Гленн.